# 스퀘어 (음악 그룹)
스퀘어(Square)는 대한민국에서 활동하였던 힙합 듀오이다. 2002년에 결성되었으며, Supasize(수파사이즈, 본명: 김용훈, 1982년 11월 11일 ~ )와 Sam Skinnie(샘 스키니, 본명: 이상민, 1981년 ~ )로 구성되었다. 멤버 중 Supasize는 문화예술인 김덕수 씨의 아들로도 유명하다. 2008년에 해체되었다.

## 역사

### 각자의 활동
Supasize는 1998년부터 음악에 빠져들기 시작하여 이미 그해 Issac Squab, Leftee와 함께 Wild Style이란 팀으로 클럽 MP에 데뷔하여 활동하였다. 이 팀은 얼마 안 가 해체했으며, Supasize는 그대로 Leftee와 Deadly Combination이란 새로운 팀을 결성하여 몇 년간 활동을 이어나갔다. 한편 AFN에서 본 랩 공연과 듀스에 영향을 받고 힙합을 시작한 Sam Skinnie는 Sam L.이란 이름으로 PJ Peepz의 멤버가 되어 2000년 경부터 활동하고 있었다.
PJ Peepz와 Deadly Combination은 각 팀의 멤버인 Nanpa와 Leftee가 음악을 그만두면서 자연스럽게 해체가 되었고, 팀 활동 중에 서로를 안 Supasize와 Sam L.은 서로 많은 콜라보를 하였다. 그 중 대표적인 것이 주석과의 작업으로, 싫거나 혹은 좋거나 등의 곡의 피쳐링, 그리고 주석이 무대에 오를 때 보조 역할 등등 그의 2집 활동의 파트너가 되어 활동을 하였다. 원래 이들은 둘 말고 Vasco, Schedule-1까지 함께 모여 팀을 결성할 생각이었으나 둘이 거절을 하였고, 결국 2002년 여름 Square란 이름을 정식으로 사용하는 팀이 되었다.

### Square의 활동
Square로 뭉친 이들은 처음으로 Peek-A-Boo라는 곡으로 MP HIPHOP 2002 풍류 앨범에 참여했다. 이들의 음악은 이때부터 오버그라운드 성향을 띠기 시작하여 주로 흥겨운 클럽튠 쪽의 음악을 많이 작업하게 되었으며, 2004년에는 달마야 서울가자, 늑대의 유혹 등의 OST 작업을 하기도 하였다. 한편, Sam Skinnie로 이름을 바꾼 Sam L.은, 과거의 강했던 플로우를 버리고 좀 더 편안한 랩으로 돌아섰는데, 이는 힘빠져보인다는 이유로 많은 이들의 비난을 받았다.
한편 이즈음부터 그들은 1집 준비를 하기 시작하였다 (그들의 1집 예고는 데프콘의 힘내세요 뚱 뮤직비디오에도 나온다). 맨처음에는 Schedule-1과의 힙합 경향을 띤 앨범이었으나, 이는 취소되었고, Supasize가 영화 촬영 일로 로스앤젤레스에 갔다가 이루어진 D.O.와의 만남을 계기로 D.O.가 1집 작업에 참여하게 된다. 이때부터 이들은 힙합의 틀에 한정되지 않는, 대중적인 소리를 내기 위해 노력하였으며, 2006년 발표된 앨범의 스타일을 "Hip Pop"으로 규정하였다. 그 노력의 일환으로 이루마, 정재일 등이 참여하여 독특한 느낌을 내기도 하였다. 이들의 타이틀곡은 듀스의 곡을 재해석한 약한 남자 06이었다. 그러나 이 곡은 힙합 매니아들에게 큰 질타를 받았다.
활동 휴식기에 들어간 Square는 간간히 공연 외에 정동영 대선 후보 광고에 출연하는 등의 활동을 보였으나 점점 잠잠해졌다. 이후 마스터플랜과의 계약은 끝나고, Bizniz의 입을 통하여 조용히 해체되었음이 알려졌다. 해체 후 둘의 음악 활동은 거의 없었으나 2009년 9월에 나온 DJ Schedule-1의 앨범에는 Supasize가 오랜만에 참여하여 랩을 선보이기도 했다.
대표곡: Peek-A-Boo, Platinum Party, 약한 남자 06

## 디스코그래피
- 2006년 8월 17일 Rookie of the Year

## 음악 외 활동

### Supasize
- MTV 《Most Wanted VJ》
- 영화 《연애술사》 출연
- 영화 《박수칠 때 떠나라》 출연
- 영화 《천하장사 마돈나》 출연
- 정동영 대통령 후보 광고 출연
- 영화 《파파로티》 출연
- 영화 《아이러브 이태리》 출연

### Sam Skinnie
- LG텔레콤 카이 광고 출연
- 정동영 후보 광고 출연